# Апистограмма пандуро

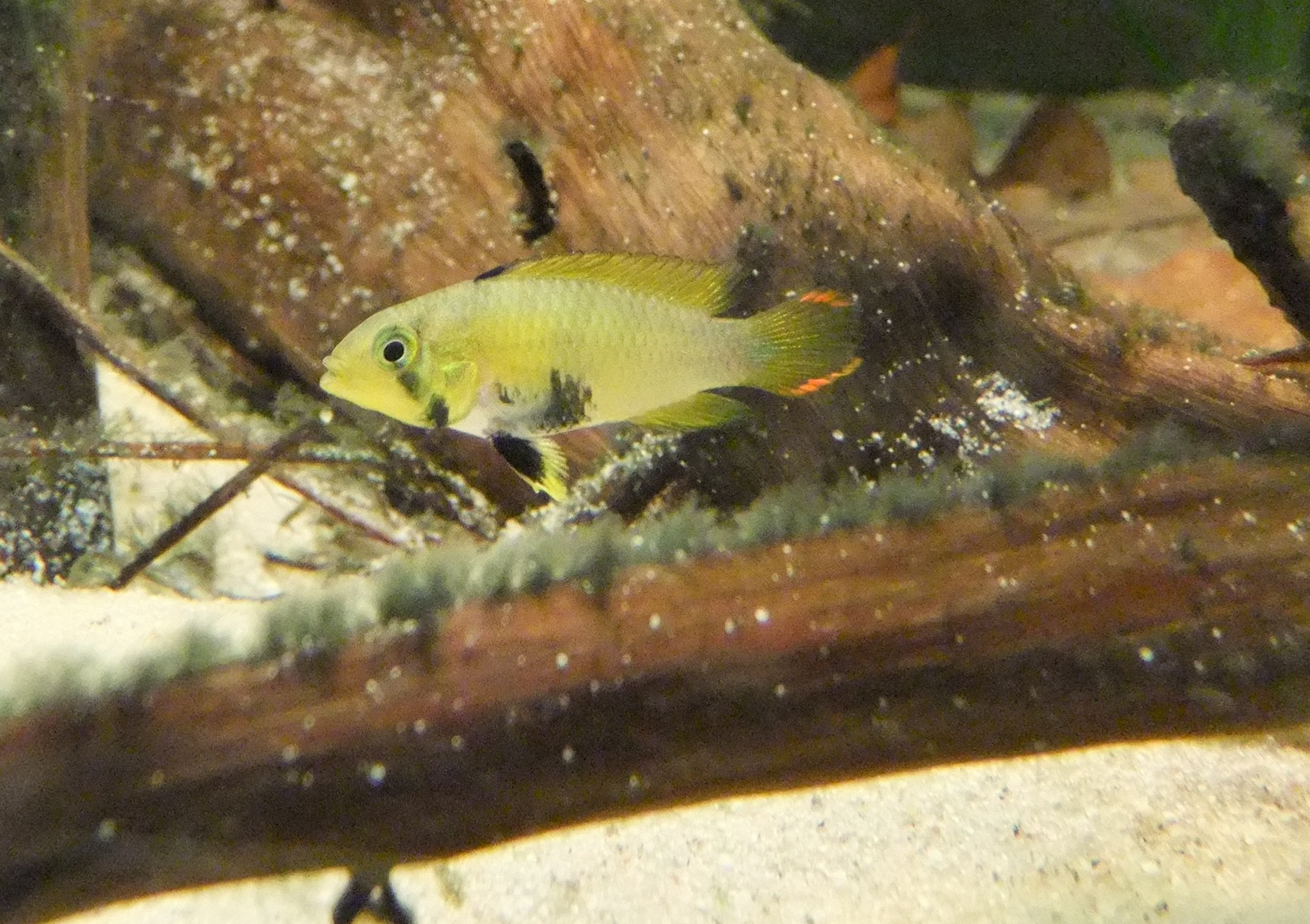

Апистограмма пандуро (или пандурини) (лат. Apistogramma panduro) — мирная некрупная лучепёрая рыба семейства цихловых.

## Другие языки
- Panduro dwarf cichlid
- Panduros' apisto
- Blue sky dwarf cichlid
- Azure dwarf cichlid
- New panda
- Panduro Zwergbuntbarsch

## Этимология
A. panduro является бентопелагической пресноводной рыбой из Южной Америки. Видовое название — в честь Jesus Victoriano Panduro Pinedo и Noronha Jorge Luis Panduro Pinedo.
A. Panduro иногда упоминаются как Apistogramma pandurini однако, правильное название разновидностей — panduro. Название получено от перуанских экспортеров рыбы, которые первыми вылавливали рыбу.
Apistogramma panduro (A 183) являются красивыми карликовыми цихлидами, которые близко связаны с Apistogramma nijesseni и, фактически, согласно существующей классификации A. panduro относится к группе Apistogramma cacatuoides, к комплексу Apistogramma nijsseni.

## Ареал
Южная Америка. Перу. Верховья Амазонки и Укаяли.
Они найдены в той же самой общей области что и A. nijesseni. У всей группы апистограмм nijesseni ограниченный ареал в западной области Амазонки. A. panduro вылавливаются в темноводных потоках реки, около Colonia, Перу. Эти воды мягкие и кислые, с песчаным дном.
pH фактор в их родных водах обычно ниже 6.0.
В Европу ввезены в 1996 г.